# Liang Chung-č‘
Liang Chung-č‘ (tradiční čínština: 梁鴻志, pīnyīn: Liáng Hóngzhì; 1882 Čchang-le – 6. listopadu 1946 Šanghaj) byl vedoucím úředníkem Anchuejské kliky vlády Beiyang, později známý svou rolí ve spolupracující reformované vládě Čínské republiky během druhé světové války.

## Životopis
Liang byl rodák z Čchang-le v provincii Fu-ťien. V letech 1888–1890 žil v Japonsku, kam byl jeho otec poslán vládou čínské dynastie Čching. V roce 1903 složil úřednickou zkoušku a následně byl v roce 1905 přijat k předchůdci Pekingské univerzity. V roce 1908 byl poslán jako úředník do provincie Šan-tung. Po Sinchajské revoluci a vzniku Čínské republiky byl Jüan Š'-kchaj přijat do nacionalistické vlády. Po smrti Jüana byl věrný Tuanovi Čchi-žuej, válečníkovi Anchuejské kliky, který sloužil jako tajemník Tuanovi Č'-kuej. Po porážce kliky Anchuej ve válce Č'-li-An-chuej (Zhili-Anhui) uprchl do japonské koncese v Tchien-ťinu.
Po pekinském převratu se v listopadu 1924 vrátil do Pekingu a po dohodě s Čang Cuo-linem a Feng Jü-siangem se ujal provizorní vlády, ale po úspěchu Severního pochodu Čankajšek v roce 1928 znovu uprchl. Když byl Kchuo-min-tchangem vydán zatykač na Lianga, uprchl spolu s Tuan Čchi-žuej do Ta-lien na pronajatém území Kwantung pod japonskou jurisdikcí. Po Mandžuském incidentu v roce 1931 se Liang vrátil s Tuanem do Tchien-ťinu a poté do Šanghaje a byl s Tuanem, když zemřel v roce 1937.
Poté, co v roce 1937 vypukla druhá čínsko-japonská válka, japonská císařská armáda rychle obsadila severní a část východní Číny a japonské císařské generální ředitelství povolilo jako součást své celkové strategie vytvoření autonomních zón mezi severní Čínou a Japonskem ovládaným Mandžukuo. Prozatímní vláda Čínské republiky se sídlem v Pekingu byla vytvořena 14. prosince 1937 a jejím prezidentem pěti provincií severní Číny byl Wang Kche-min. Reformovaná vláda Čínské republiky se sídlem v Nan-ťingu byla následně vytvořena 28. března 1938 ve východní Číně a Liang byl přijat do funkce předsedy.
Reformované vládě Čínské republiky byla přidělena nominální kontrola nad provinciemi Ťiang-su, Če-ťiang a An-chuej a nad oběma obcemi Nanking a Šanghaj. Jeho činnost však byla pečlivě předepisována a sledována „poradci“ poskytnutými japonskou čínskou expediční armádou. Neschopnost Japonců dát jakoukoli skutečnou moc reformované vládě ji diskreditovala v očích místních obyvatel a způsobila její existenci pouze omezený propagandistický užitek pro japonské úřady.
Reformovaná vláda byla spolu s prozatímní vládou Čínské republiky sloučena do nacistické vlády Wang Ťing-wej v Nankingu 30. března 1940. V novém režimu zastával Liang pouze slavnostní funkce, včetně nominálního guvernéra provincie Ťiang-su a předsedy vlády. Liang byl po kapitulaci Japonska zatčen vládou Čínské republiky a pokusil se o studium v Su-čou. Byl odsouzen k trestu smrti a popraven zastřelením v Šanghaji 6. listopadu 1946.